# Peter Fischer (Politiker)
Peter W. Fischer (* 10. Juli 1941 in Berlin; † 1. Februar 2019 in Cuxhaven) war ein deutscher Politiker (SPD). Er war von 1990 bis 2000 niedersächsischer Minister für Wirtschaft, Technologie und Verkehr. 

## Beruflicher Werdegang
Peter Fischer absolvierte 1961 in Hannover das Abitur. Ein Studium der Volkswirtschaftslehre an der Georg-August-Universität in Göttingen und an der London School of Economics in London schloss er 1967 mit dem Diplom ab. 1969 wurde er zum Dr. rer. pol. promoviert.
Ab 1970 arbeitete Fischer im niedersächsischen Ministerium für Wirtschaft und Verkehr. 1974 wechselte er in die Landesvertretung Niedersachsens in Bonn. Von 1978 bis 1980 arbeitete er im Bundesministerium für Raumordnung, Bauwesen und Städtebau. 1980 wurde er Wirtschaftsdezernent der Stadt Hannover.
1990 betrieb Peter W. Fischer die Bewerbung Hannovers als Standort der Expo 2000. 
Von 2002 bis Juni 2016 stand Fischer als Präsident an der Spitze der Verkehrsinitiative Pro Mobilität, einer Lobbygruppierung, welche sich vorwiegend für den Ausbau der Verkehrsinfrastruktur einsetzt.

## Politischer Werdegang
Peter Fischer trat 1962 in die SPD ein. Er wurde 1980 in Hannover in den Stadtrat gewählt. 1990 wurde er von Gerhard Schröder zum niedersächsischen Minister für Wirtschaft, Technologie und Verkehr berufen, er folgte in diesem Amt auf Walter Hirche. Zu seinem ersten Staatssekretär berief er Gunter Kappert.
Fischer war gewählter Stadtrat in Hannover und wurde am 14. März 1980 zum  Vorsitzenden des Verkehrsvereins Hannover gewählt.
1994 wurde Fischer als Direktkandidat des Wahlbezirkes Langenhagen und Wedemark in den niedersächsischen Landtag gewählt. Bei der Kabinettsumbildung von Sigmar Gabriel am 12. Dezember 2000 wurde Susanne Knorre zu Fischers Nachfolgerin als Ministerin. Mit dem Ende der 14. Wahlperiode verließ er im Frühjahr 2003 den Niedersächsischen Landtag.

## Privates
Peter Fischer hatte aus erster Ehe drei Kinder. Seit 1998 lebte er in Cuxhaven. Sein ältester Sohn, Nils-Peter Fischer, ist Direktor des Londoner Architekturbüros Zaha Hadid Architects. 
Er war mit Erika Fischer verheiratet; beide gründeten 2001 die Joachim-Ringelnatz-Stiftung, die Träger des Joachim-Ringelnatz-Museums in Cuxhaven ist.

## Kabinette
- Kabinett Schröder I (Niedersachsen), 1990–1994, Minister für Wirtschaft, Technologie und Verkehr
- Kabinett Schröder II (Niedersachsen), 1994–1998, Minister für Wirtschaft, Technologie und Verkehr
- Kabinett Schröder III, 1998, Minister für Wirtschaft, Technologie und Verkehr
- Kabinett Glogowski, 1998–1999, Minister für Wirtschaft, Technologie und Verkehr
- Kabinett Gabriel, 1999–2000, Minister für Wirtschaft, Technologie und Verkehr

## Ehrungen und Auszeichnungen
- 2003: Großes Verdienstkreuz des Niedersächsischen Verdienstordens